# Präfektur Ibaraki
Ibaraki (jap. 茨城県 Ibaraki-ken, englisch Ibaraki Prefecture) ist eine der Präfekturen Japans und liegt in der Region Kantō auf der Insel Honshū in Japan. Sitz der Präfekturverwaltung ist Mito.

## Geographie
Die Präfektur grenzt im Süden an die Präfekturen Chiba und Saitama, im Westen an die Präfektur Tochigi und im Norden an die Präfektur Fukushima.

Ibaraki hat eine landschaftliche Vielfalt, die von der Küstenregion im Osten bis hin zu Hügelketten im Westen reicht. Die Küstenregion bietet zahlreiche Strände und Fischerdörfer. Im Süden der Präfektur befindet sich das Kasumigaura-Seegebiet, das als eines der größten Binnen-Seegebiete Japans bekannt ist. Im westlichen Teil von Ibaraki erstrecken sich Hügelketten mit Teeplantagen, die sich durch ihre malerische Landschaft und ihre reiche Natur auszeichnen. Der höchste Gipfel in der Präfektur ist der Berg Tsukuba (Tsukuba-san), der eine Höhe von 877 Metern erreicht und als einer der berühmtesten Berge Japans gilt. 

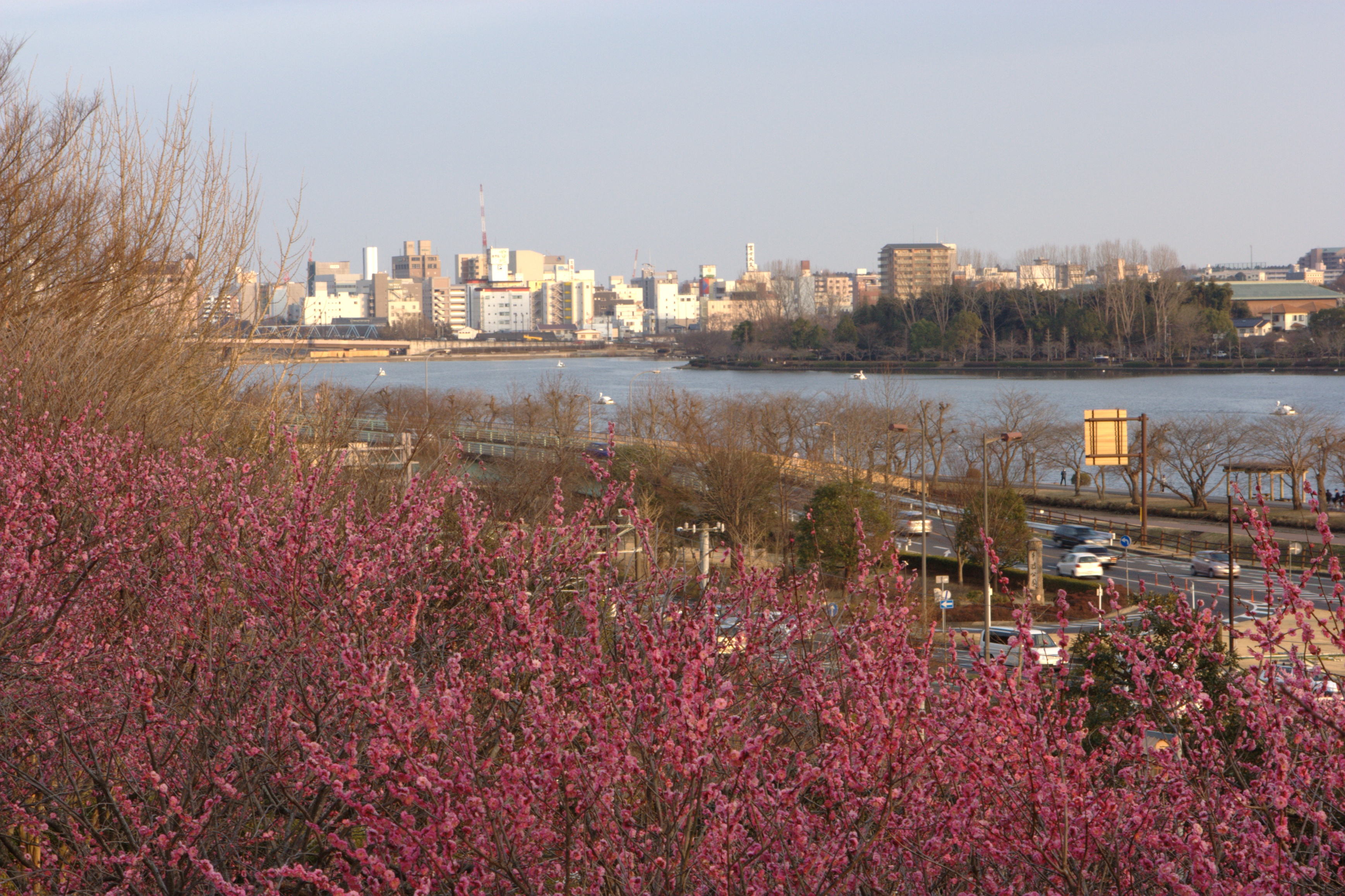
Blick auf Mito vom Kairakuen Garten
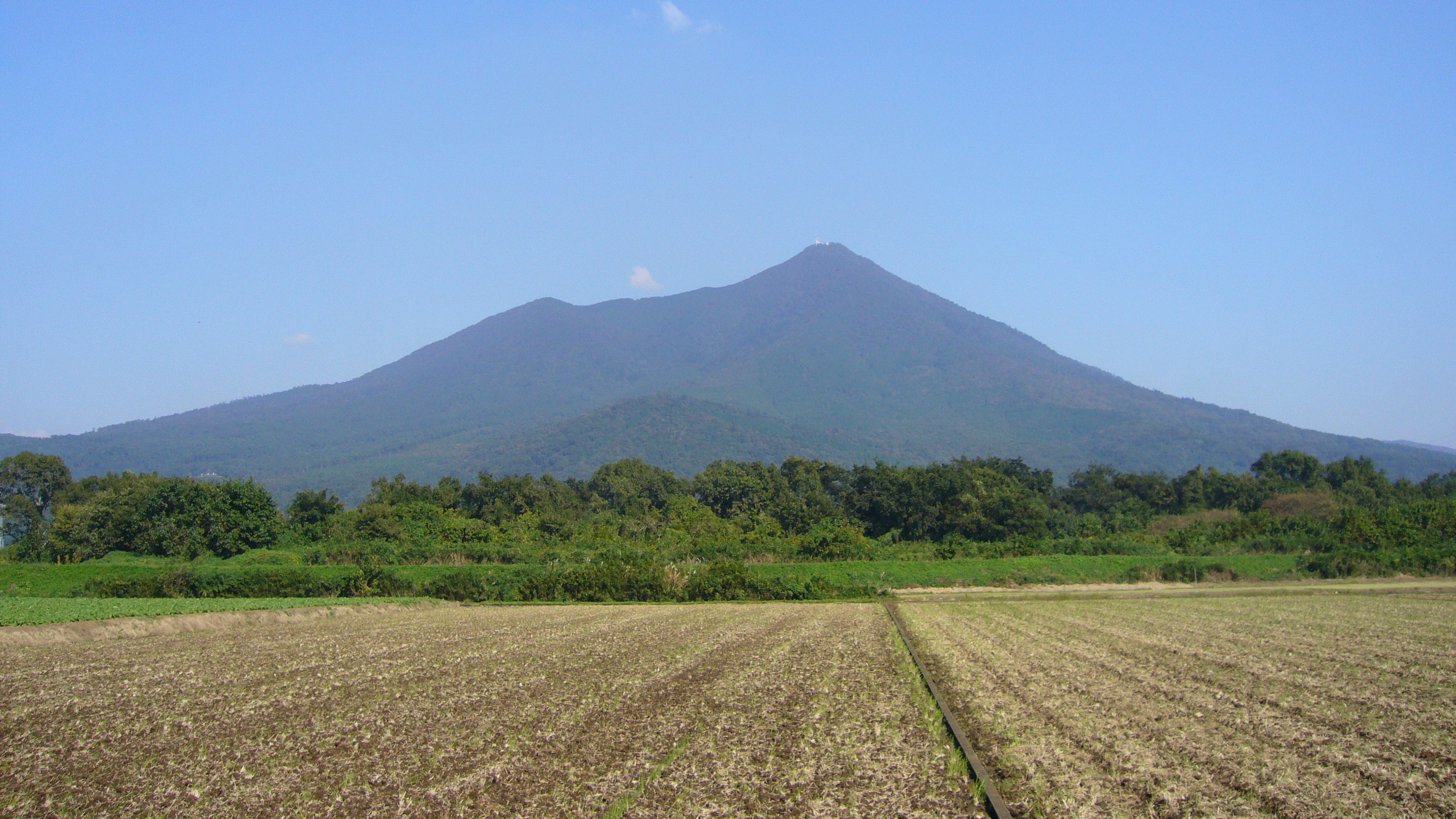
Tsukuba-san
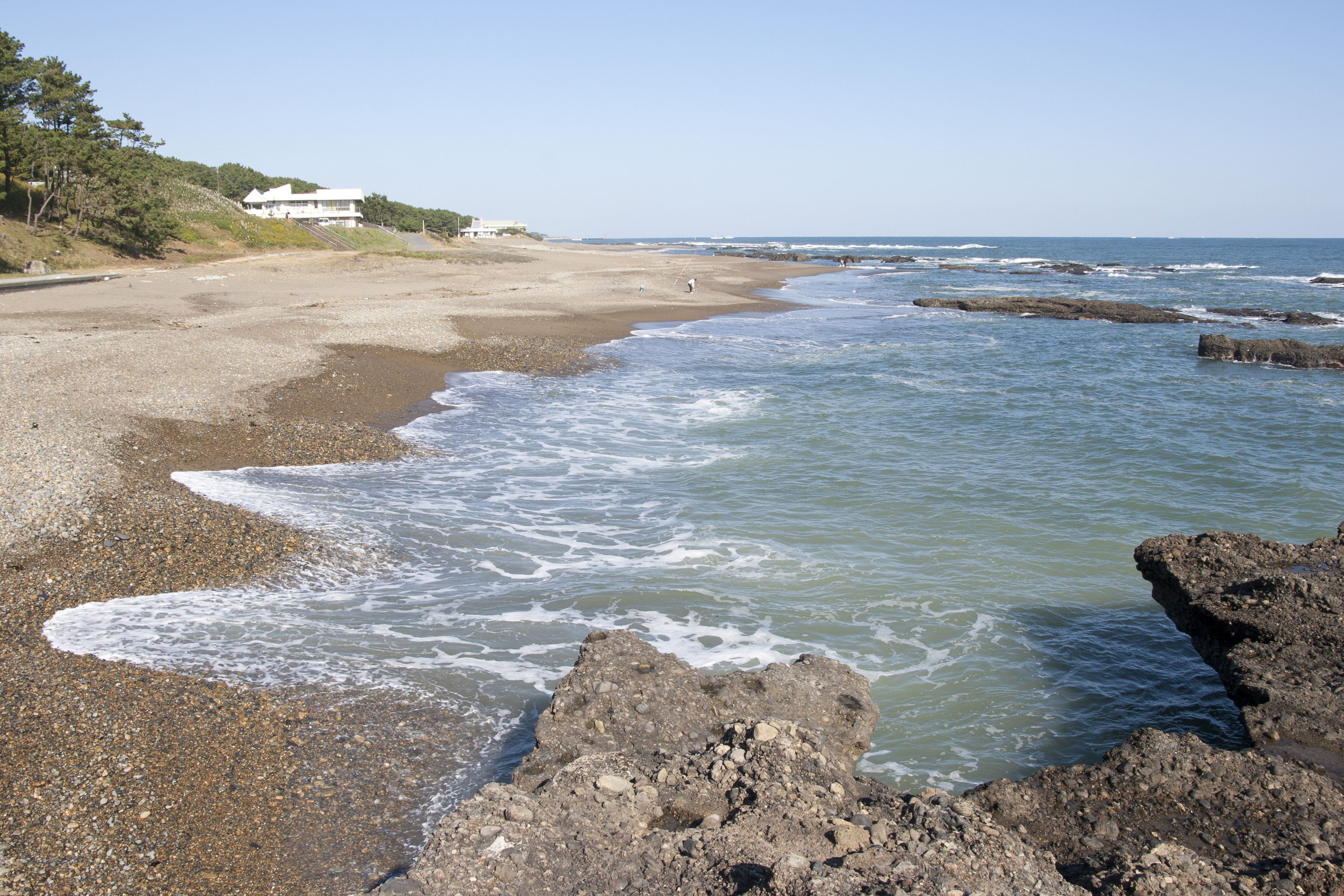
Küste bei Ōarai
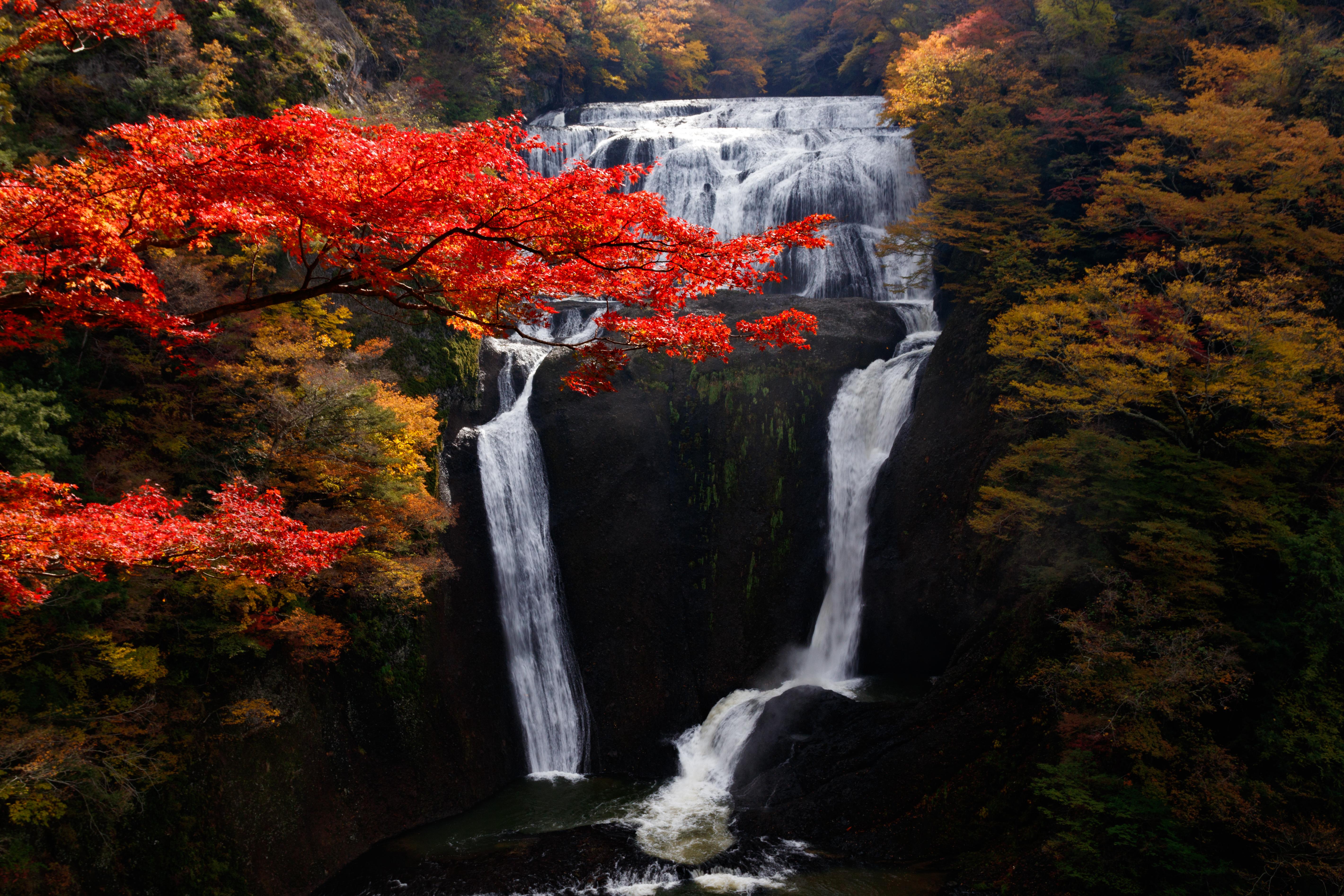
Wasserfälle in Fukuroda, Daigo
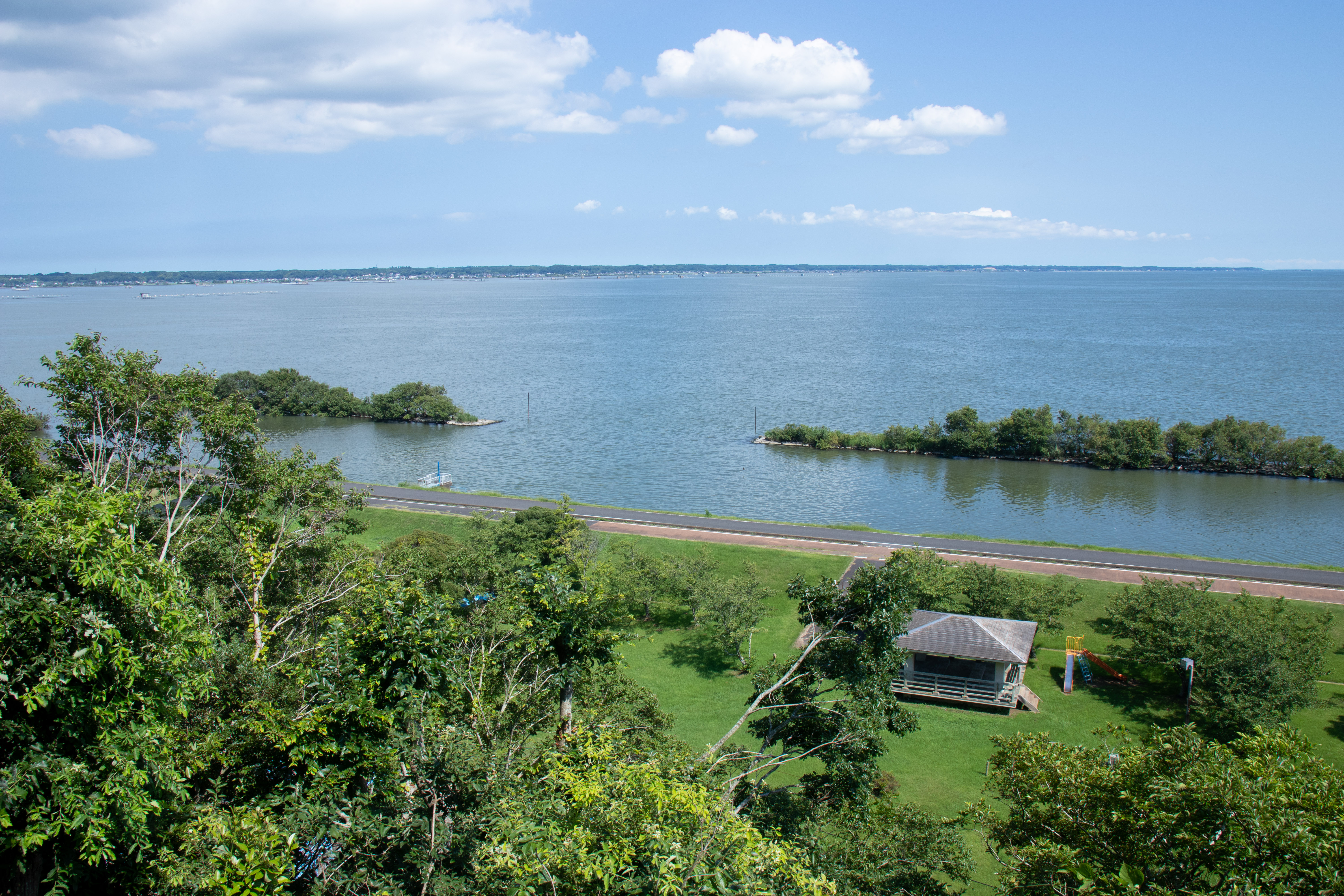
Kasumigaura

## Geschichte
Ibaraki entstand im Zuge der Meiji-Restauration aus den Präfekturen Matsuoka, Mito, Shishido, Kasama, Shimodate, Shimotsuma, Niihari und Chiba. Im Wesentlichen erreichte Ibaraki seine heutigen Grenzen 1875 und umfasst seitdem die gesamte antike Provinz Hitachi und einen Teil von Shimousa. Namensgebend war der antike Landkreis Ibaraki von Hitachi, in dem mit Mito die Präfekturhauptstadt von Ibaraki lag (ab 1889 als Mito-shi kreisfrei).
2012 wurde der Asteroid (19713) Ibaraki nach der Präfektur benannt.

## Wirtschaft
Die Wirtschaft der Präfektur Ibaraki basiert auf der Energieerzeugung (insbesondere Kernenergie), der chemischen Industrie, Forschungsinstituten und dem Tourismus. Ibarakis weitläufiges, flaches Gelände eignet sich hervorragend für die industrielle Entwicklung. Hinzu kommt die Nähe zum Großraum Tokio, die der Präfektur ein hohes Ansehen als Industriestandort verleiht. Die Präfektur beherbergt auch Tsukuba, Japans größte Forschungs- und Universitätsstadt, und den Geburtsort von Hitachi, Ltd.

### Industrielle Zentren
- Hitachinaka. Zusammenschluss von Industrien wie Elektroindustrie, Elektronik und Maschinenbau. Mehr als 1.300 Unternehmen; viele Zulieferer von  Hitachi, die 1910 in Sukegawa (Hitachi City) gegründet wurde.
- Tōkai-Gebiet. Gruppierung der Atomenergie-Forschungsorganisation. J-PARC, Protonenbeschleuniger-Forschungskomplex.
- Gebiet Tsukuba. 32 Institute für Bildung und Forschung (Nanotechnologie). Robotik. Tsukuba Space Centre.
- Kashima-Gebiet. Zusammenschluss von Werkstoffindustrien wie Stahl und Petrochemie, rund 160 Unternehmen.[2][3]

### Landwirtschaft
Landwirtschaft, Fischerei und Viehzucht sind ebenfalls wichtige Sektoren in der Präfektur. Mit ausgedehnten flachen Gebieten, reichlich Wasser und einem geeigneten Klima gehört Ibaraki zu den Präfekturen mit der höchsten landwirtschaftlichen Produktion in Japan. Sie spielt eine wichtige Rolle bei der Versorgung des Großraums Tokio mit Lebensmitteln. Zu den wichtigsten Produkten gehören Melonen, Birnen, Paprika, verschiedene Reissorten und Zuckerrohr sowie Blumen und Zierpflanzen. Sie liefert auch andere Nahrungsmittel in den Rest des Landes. 

## Politik
- KPJ: 1
- KDP: 2
- Net Tsukuba: 1
- Ibaraki mushozoku no kai („Vereinigung der Unabhängigen“): 3
- Ishin: 1
- Fraktionslos: 2
- DVP: 4
- Kōmeitō: 4
- LDP: 40

Gouverneur von Ibaraki ist seit 2017 Kazuhiko Ōigawa, ein ehemaliger METI-Beamter und IT-Manager. Er wurde bei der Gouverneurswahl im September 2021 mit Unterstützung von Liberaldemokratischer Partei (LDP), Kōmeitō und DVP gegen den KPJ-gestützten einzigen Herausforderer Shigehiro Tanaka mit rund 80 % der Stimmen für eine zweite Amtszeit wiedergewählt. Wichtige Wahlkampfthemen waren die Maßnahmen zur Bekämpfung der Covid-19-Pandemie, die Wirtschaftslage und das AKW Tōkai II. Die Wahlbeteiligung sank auf 35 %.
Das Präfekturparlament Ibaraki mit 62 Abgeordneten ist neben Tokio, Okinawa und drei Präfekturen in Tōhoku derzeit eines von sechs in Japan, die nicht bei einheitlichen Regionalwahlen gewählt werden. Bei den letzten Wahlen 2022 fiel die LDP um neun auf 35 Sitze zurück, ihre Fraktion bleibt aber mit beigetretenen Unabhängigen nahezu so dominant wie vor der Wahl. Die Wahlbeteiligung erreichte mit 38,5 % einen historischen Tiefstand.
Im nationalen Parlament ist Ibaraki mit sieben direkt gewählten Abgeordneten im Shūgiin und mit vier im Sangiin vertreten. Die sieben Wahlkreise Ibarakis im Shūgiin gewannen bei der Wahl 2024 drei Liberaldemokraten, je ein Kandidat von KDP und DVP und die Unabhängigen Nobuyuki Fukushima (vormals Demokratische Partei→Demokratische Fortschrittspartei→Partei der Hoffnung) und Hayato Nakamura, der Sohn des langjährigen Abgeordneten und ehemaligen LDP-Wissenschaftsministers Kishirō Nakamura (zuletzt KDP). Im Sangiin vertreten nach den Wahlen 2019, 2022 und seitherigen Parteiumbildungen (Stand: Oktober 2024) zwei Liberaldemokraten (Ryōsuke Kōzuki bis 2025, Akiyoshi Katō bis 2028), KDP-Mitglied Takumi Onuma (bis ’25) und die mit Mitte-links-Unterstützung gewählte partei- und fraktionslose Makiko Dōgomi (bis ’28) die Präfektur.

## Verwaltungsgliederung
Von den 1889 ursprünglich über 350 Gemeinden in Ibaraki existieren seit 2006 noch 44: 32 kreisfreie Städte (-shi), zehn [historisch kreisangehörige] Städte (-machi) und zwei Dörfer (-mura). Zwei Gemeinden haben einen politischen Großstadtstatus: Mito-shi ist seit 2020 „Kernstadt“ und Tsukuba-shi ist eine der verbliebenen „Ausnahmestädte“, die (Stand: 2021) noch nicht in eine Kernstadt umgewandelt wurden.
| Name (ohne Suffix, Hepburn-romanisiert) | Suffix/Form | Kreis (-gun)    | Fläche (1. Januar 2023) | Einwohnerzahl (1. März 2021) | Schlüssel (ohne Präf., Prüfziffer) |
| --------------------------------------- | ----------- | --------------- | ----------------------- | ---------------------------- | ---------------------------------- |
| Mito                                    | -shi        | –               | 217 km²                 | 269.103                      | 201                                |
| Hitachi                                 | -shi        | –               | 226 km²                 | 172.709                      | 202                                |
| Tsuchiura                               | -shi        | –               | 123 km²                 | 137.825                      | 203                                |
| Koga                                    | -shi        | –               | 124 km²                 | 138.237                      | 204                                |
| Ishioka                                 | -shi        | –               | 216 km²                 | 71.851                       | 205                                |
| Yūki                                    | -shi        | –               | 66 km²                  | 50.218                       | 207                                |
| Ryūgasaki                               | -shi        | –               | 79 km²                  | 76.055                       | 208                                |
| Shimotsuma                              | -shi        | –               | 81 km²                  | 41.499                       | 210                                |
| Jōsō                                    | -shi        | –               | 124 km²                 | 59.223                       | 211                                |
| Hitachi-Ōta                             | -shi        | –               | 372 km²                 | 47.586                       | 212                                |
| Takahagi                                | -shi        | –               | 194 km²                 | 27.251                       | 214                                |
| Kita-Ibaraki                            | -shi        | –               | 187 km²                 | 41.352                       | 215                                |
| Kasama                                  | -shi        | –               | 240 km²                 | 73.521                       | 216                                |
| Toride                                  | -shi        | –               | 70 km²                  | 103.908                      | 217                                |
| Ushiku                                  | -shi        | –               | 59 km²                  | 84.505                       | 219                                |
| Tsukuba                                 | -shi        | –               | 284 km²                 | 246.647                      | 220                                |
| Hitachi-Naka                            | -shi        | –               | 100 km²                 | 154.311                      | 221                                |
| Kashima                                 | -shi        | –               | 106 km²                 | 67.001                       | 222                                |
| Itako                                   | -shi        | –               | 71 km²                  | 27.373                       | 223                                |
| Moriya                                  | -shi        | –               | 36 km²                  | 68.992                       | 224                                |
| Hitachi-Ōmiya                           | -shi        | –               | 348 km²                 | 38.836                       | 225                                |
| Naka                                    | -shi        | –               | 98 km²                  | 53.035                       | 226                                |
| Chikusei                                | -shi        | –               | 205 km²                 | 99.758                       | 227                                |
| Bandō                                   | -shi        | –               | 123 km²                 | 51.511                       | 228                                |
| Inashiki                                | -shi        | –               | 206 km²                 | 38.853                       | 229                                |
| Kasumigaura                             | -shi        | –               | 157 km²                 | 39.993                       | 230                                |
| Sakuragawa                              | -shi        | –               | 180 km²                 | 38.677                       | 231                                |
| Kamisu                                  | -shi        | –               | 147 km²                 | 95.471                       | 232                                |
| Namegata                                | -shi        | –               | 222 km²                 | 31.828                       | 233                                |
| Hokota                                  | -shi        | –               | 208 km²                 | 45.910                       | 234                                |
| Tsukuba-Mirai                           | -shi        | –               | 79 km²                  | 51.134                       | 235                                |
| Omitama                                 | -shi        | –               | 145 km²                 | 48.555                       | 236                                |
| Ibaraki                                 | -machi      | Higashi-Ibaraki | 122 km²                 | 31.278                       | 302                                |
| Ōarai                                   | -machi      | Higashi-Ibaraki | 24 km²                  | 15.696                       | 309                                |
| Shirosato                               | -machi      | Higashi-Ibaraki | 162 km²                 | 17.916                       | 310                                |
| Tōkai                                   | -mura       | Naka            | 38 km²                  | 37.700                       | 341                                |
| Daigo                                   | -machi      | Kuji            | 326 km²                 | 15.491                       | 364                                |
| Miho                                    | -mura       | Inashiki        | 67 km²                  | 14.355                       | 442                                |
| Ami                                     | -machi      | Inashiki        | 71 km²                  | 48.072                       | 443                                |
| Kawachi                                 | -machi      | Inashiki        | 44 km²                  | 8225                         | 447                                |
| Yachiyo                                 | -machi      | Yūki            | 59 km²                  | 20.838                       | 521                                |
| Goka                                    | -machi      | Sashima         | 23 km²                  | 8125                         | 542                                |
| Sakai                                   | -machi      | Sashima         | 47 km²                  | 24.035                       | 546                                |
| Tone                                    | -machi      | Kita-Sōma       | 25 km²                  | 15.035                       | 564                                |
| Ibaraki                                 | -ken        | –               | 6098 km²                | 2.849.494                    | 000                                |

## Größte Orte
| Gemeinde    | Einwohner 1. Oktober 2000 | Einwohner 1. Oktober 2005 |
| ----------- | ------------------------- | ------------------------- |
| Mito        | 261.562                   | 262.532                   |
| Tsukuba     | 191.814                   | 200.546                   |
| Hitachi     | 206.589                   | 199.203                   |
| Hitachinaka | 151.673                   | 153.624                   |
| Koga        | 146.452                   | 145.268                   |
| Tsuchiura   | 134.702                   | 135.057                   |
| Chikusei    | 116.120                   | 112.589                   |
| Toride      | 115.993                   | 111.329                   |
| Kamisu      | 87.626                    | 91.875                    |
| Ishioka     | 83.119                    | 81.889                    |
| Ryūgasaki   | 76.923                    | 78.954                    |
| Ushiku      | 73.258                    | 77.220                    |